# 挨餓

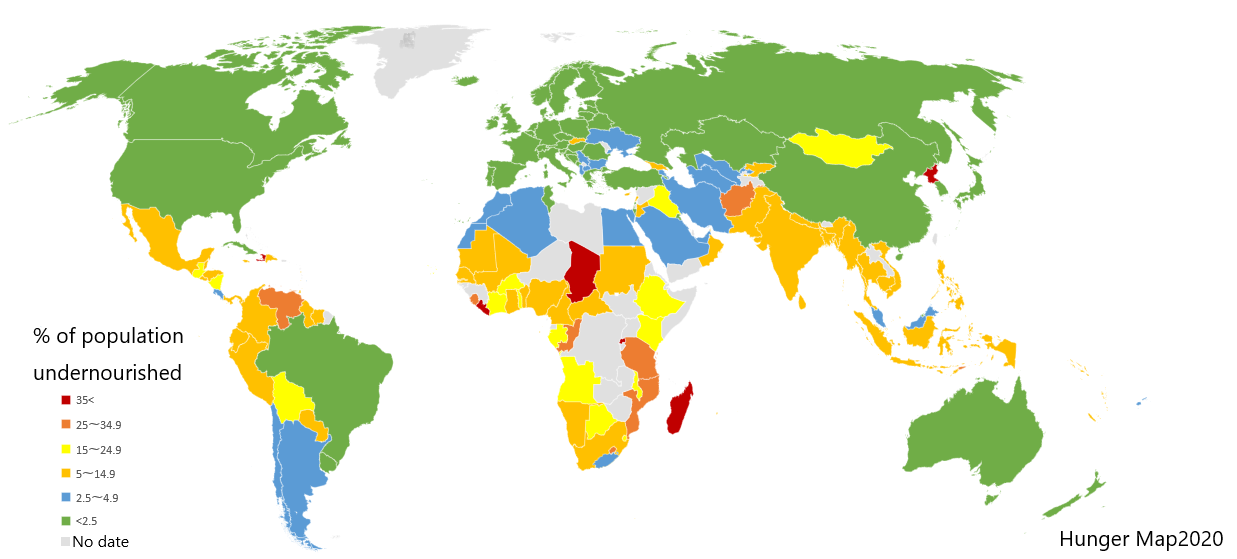
顯示人口營養不良的比例的世界地圖，世界糧食計劃署，2006年。

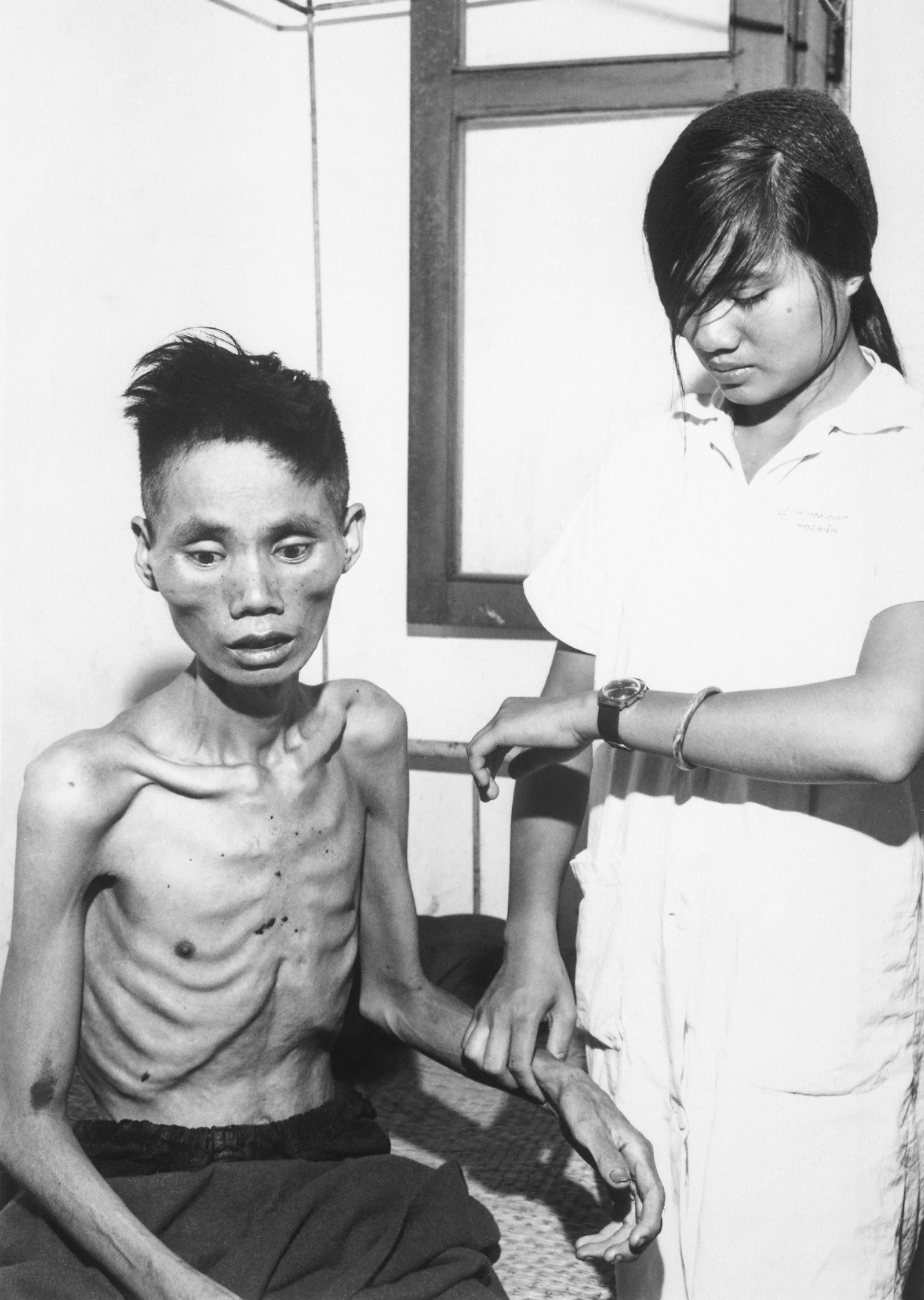
一位挨餓的越南男子，他被關押在越共戰俘營期間不讓吃東西。

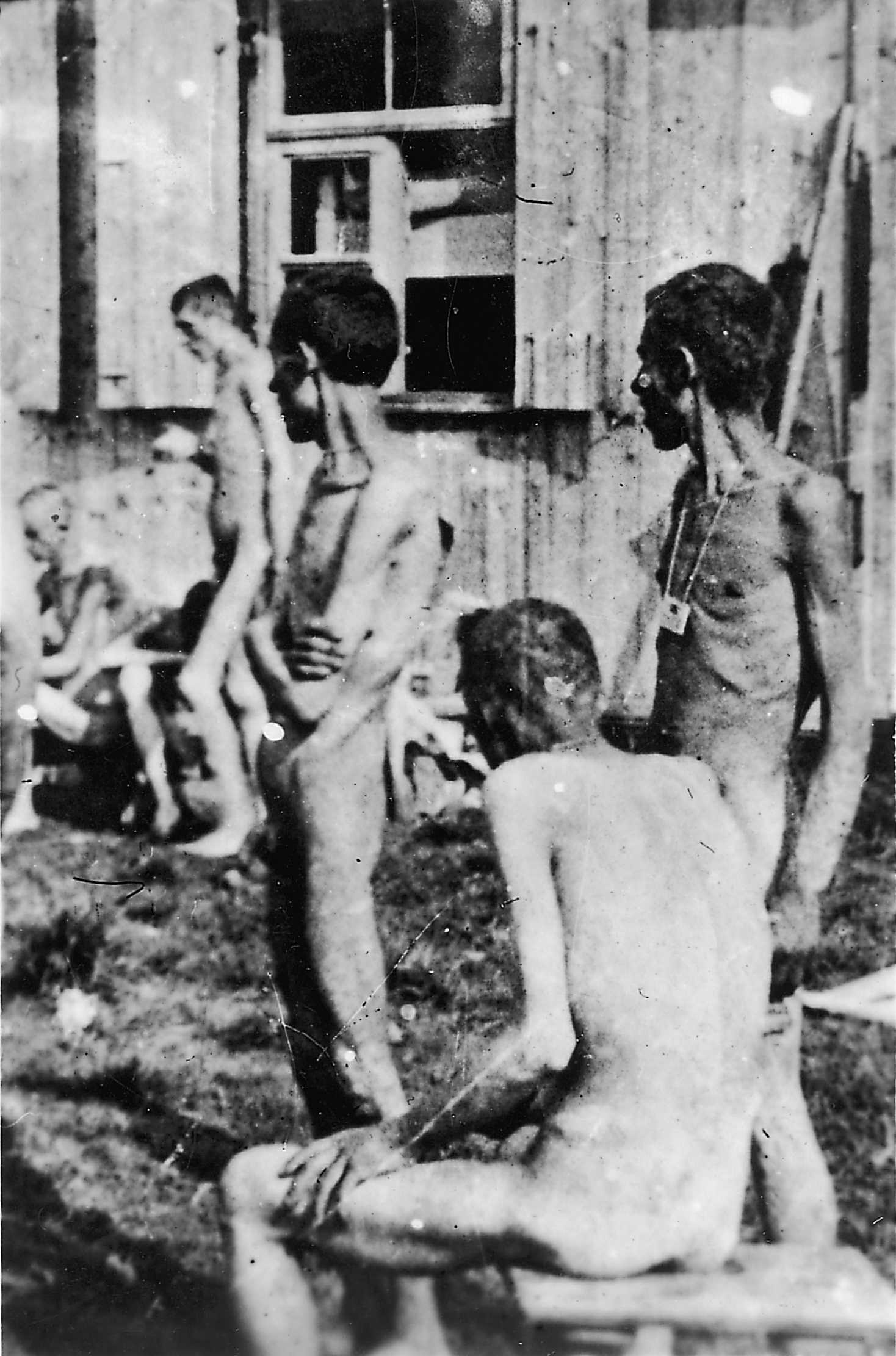
1945年布痕瓦尔德集中营解放时的囚犯：囚犯因严重挨饿与营养不良而极度消瘦，部分人正在等待手术治疗。照片由比利时战地摄影师朱尔斯·鲁阿尔（Jules Rouard）拍摄。

挨饿（starvation）是长期处于饥饿的状态，慢性饥饿造成热量摄取严重不足，低于维持生物体生命所需的最低能量水平，为营养不良最极端的形式。对人类而言，长期饥饿可导致永久性器官损伤，最终可能导致死亡。
饥疲（inanition）或饥饿性萎缩（inanition atrophy），专门用来描述因饥饿引发的一系列症状与生理影响。
在国际刑法中，由外部强制力量导致的挨饿构成犯罪，亦可能被用作酷刑或处决手段。
根据世界卫生组织（WHO）的资料，挨饿是对全球公共卫生构成的最严重威胁之一。世卫组织还指出，营养不良是导致儿童死亡的主要因素，约占所有儿童死亡病例的一半。每年有大约310万名五岁以下儿童的死亡与营养不良有关。
尽管近年来全球挨饿情况趋于稳定，且在儿童发育迟缓和纯母乳喂养等方面取得了一定进展，但全球仍有大量人口面临粮食不安全和营养不良的问题。令人担忧的是，全球在应对饥饿方面的努力出现倒退，目前的营养不良状况已回到2008年至2009年的水平。2023年全球营养不良人口估计在7.13亿至7.57亿之间，比2019年（当时的中位数估计为7.33亿）增加了超过1.52亿人。
腹部膨胀是营养不良的一种表现，称为克瓦希奥科病（kwashiorkor）。其确切的发病机制目前尚不完全清楚。早期研究认为该病与高碳水化合物（如玉米）但低蛋白质的饮食有关。虽然许多患者表现出白蛋白水平偏低，但这一现象被认为是疾病的结果，而非直接原因。
目前已有多种可能的致病机制被提出，包括黄曲霉毒素中毒、氧化应激、免疫系统失调以及肠道微生物群变化等因素。 通过治疗可以缓解体重下降与肌肉萎缩等症状（如图所示），但预防仍被认为是最关键的应对策略。
人在完全不摄取食物的情况下，通常可存活约两个月。然而，也有个别案例显示，在医疗监护下，有人曾持续禁食长达382天仍存活。
一般而言，瘦弱个体通常在体重损失达到原体重的约18%时会出现生命危险；而肥胖个体因脂肪储备较多，可能能够承受超过20%的体重损失。研究表明，女性由于在相同身体质量指数（BMI）下体脂率较高，相比男性可能在挨饿状态下具有更长的生存时间。

## 征兆与症状
以下是挨饿的一些常见症状：

### 行为或心理状态的变化
挨饿的初期阶段会影响人的心理状态与行为表现。其症状通常表现为情绪易怒或不稳定、疲劳、注意力不集中，以及对食物的持续性关注。出现这些症状的人常常精力不足，容易分心。
挨饿所带来的心理影响十分显著，包括抑郁、焦虑以及认知功能的下降。

### 生理影响
随着挨饿的持续，身体症状会逐渐显现。症状出现的时间取决于个体的年龄、体型和整体健康状况，通常在数天至数周内出现。常见表现包括：虚弱、心跳加快、呼吸变浅且变慢、口渴以及便秘。有些情况下也可能出现腹泻。
眼球逐渐凹陷，呈现无神的“玻璃状”外观；肌肉体积缩小，出现肌肉萎缩。疲劳和头晕也很常见，尤其是在进行任何体力活动后。皮肤通常呈现出异常苍白的状态。
在儿童中，较为显著的一个体征是腹部肿胀。此外，皮肤可能变得松弛、颜色变淡，脚部与踝部则可能出现浮肿。

### 免疫系统衰弱
挨饿还可能表现为免疫系统功能减弱、伤口愈合缓慢以及对感染反应迟钝。皮肤上可能出现皮疹等症状。由于营养摄取极度不足，身体会优先将有限的营养资源用于维持主要器官的基本功能。

### 其他症状
挨饿还可能引发多种身体系统的异常，具体包括：
- 贫血
- 胆结石
- 低血压
- 胃部疾病
- 心血管与呼吸系统疾病
- 女性月经周期不规律或闭经
- 肾脏疾病或肾功能衰竭
- 电解质失衡
- 极度消瘦（消瘦症）
- 少尿症（尿量显著减少）

### 挨饿的阶段
挨饿的症状通常分为三个阶段。第一阶段与第二阶段可出现在跳餐、节食或禁食的人身上；第三阶段则更为严重，常见于长期挨饿个体，可能导致死亡。

#### 第一阶段
当进食被中断后，身体会首先通过分解肝脏中的糖原来维持血糖水平，同时动用体内储存的脂肪和蛋白质。
肝脏在最初几小时内能够提供葡萄糖；之后，身体开始动员脂肪和蛋白质储备。脂肪酸成为肌肉的主要能量来源，而供给大脑的葡萄糖则减少。脂肪酸的分解还会生成甘油，甘油可转化为葡萄糖用于能量供应，但这种来源很快会耗尽。

#### 第二阶段
第二阶段可能持续数周。在此阶段，身体主要依赖脂肪储备供能。肝脏将脂肪转化为酮体，供包括大脑在内的各组织使用。禁食约一周后，大脑开始使用酮体和有限的葡萄糖。
由于酮体的使用减少了对葡萄糖的依赖，身体对蛋白质的消耗相应减缓。

#### 第三阶段
当脂肪储备耗尽后，身体开始动用体内的蛋白质作为主要能量来源，主要来自肌肉组织。肌肉中的蛋白质迅速被分解，用于维持基本生命功能。蛋白质对于细胞功能至关重要，当蛋白质耗尽，细胞无法正常运作，器官开始衰竭。
饥饿致死的常见原因通常是感染或组织崩解的并发症。这是由于身体已无法产生足够的能量来对抗细菌和病毒所致。
终末阶段的典型症状包括：毛发变色、皮肤剥落、四肢浮肿以及腹部膨胀。尽管患者仍可能感到饥饿，但在这一阶段往往已无法摄取足够的食物自行恢复，必须依赖专业医疗介入。

## 成因
当身体在长时间内消耗的能量超过摄取的能量时，就呈挨饿状态。这种能量失衡可能由一种或多种医学状况或环境因素引起，常见原因包括：

### 医学原因
- 神经性厌食症（Anorexia nervosa）
- 神经性贪食症（Bulimia nervosa）
- 未另分类的进食障碍
- 食管弛缓不能（Esophageal achalasia）
- 乳糜泻／腹腔病（Celiac disease）
- 昏迷状态（Coma）
- 重度抑郁障碍（Major depressive disorder）
- 糖尿病（Diabetes mellitus）
- 消化系统疾病（Digestive disease）
- 持续性呕吐（Constant vomiting）

### 外部成因
除医学因素外，挨饿也可能由社会、政治或个人选择等外部情境所导致，常见情况包括：
- 对儿童、老年人或受扶养者的虐待
- 饥荒（无论因政治冲突、战争或其他原因而起）[17][18]
- 绝食抗议
- 过度禁食
- 贫困
- 酷刑

## 生理与代谢机制
在典型的高碳水化合物饮食条件下，人体主要依赖血液中游离的葡萄糖作为能量来源。葡萄糖既可直接来自膳食中的单糖与双糖，也可由其他碳水化合物经消化分解而得。当膳食摄入不足或完全缺乏糖类与碳水化合物时，机体首先通过分解肝脏和骨骼肌中储存的糖原来维持血糖水平。
糖原是一种快速动员的葡萄糖储备，但其量有限。糖原耗尽后，通常在接下来的两至三天内，身体会将脂肪酸作为主要代谢燃料。此时，大多数组织开始利用脂肪酸供能；仅有大脑仍继续消耗少量葡萄糖。为了保证中枢神经系统的能量供应，非脑组织对葡萄糖的摄取和利用会被抑制，使得体内剩余的葡萄糖全部优先供给大脑。
经过两至三天禁食后，肝脏开始将来自脂肪酸分解的前体物质合成酮体，供机体各组织尤其是大脑使用，以减少对葡萄糖的依赖。禁食三天后，大脑约有30%的能量来源于酮体；禁食四天后，这一比例可升至70%或更高。因此，酮体的生成将大脑每日对葡萄糖的需求量从约80克降至30克（约为正常水平的35%），其余65%的能量由酮体提供。在剩余的30克葡萄糖需求中，每日可有约20克由肝脏利用甘油（脂肪分解产物）合成，仍留有约10克的缺口，需通过分解机体自身的蛋白质来补足。
当脂肪储备完全耗尽后，机体细胞开始分解蛋白质以提供能量，释放丙氨酸和乳酸（由丙酮酸转化而来），由肝脏转化为葡萄糖。由于骨骼肌中含有大量蛋白质，该过程导致肌肉萎缩。机体可选择性地动员不同细胞的蛋白质：一般需分解2–3克蛋白质以合成1克葡萄糖，约20–30克蛋白质每日被动员，以合成维持大脑存活所需的10克葡萄糖；随着禁食期延长，为保全机体蛋白质，此动员量会逐渐减少。
当脂肪和蛋白质均被耗尽且无其他可用燃料时，挨饿致死随之发生。此时，机体重要器官功能受损，最终因心律失常或心脏骤停（与组织崩解和电解质失衡有关）而死亡。代谢性酸中毒等并发症亦可导致挨饿者死亡。

## 挨餓問題
據估算，2018年全球超過8.2億人挨餓，沒有充足的食物，高於前一年的8.11億人，世界挨饿人口連續第三年出現增長。這表明到2030年實現零挨饿可持續發展目標存在巨大挑戰。

### 原因
- 厭食症
- 饑荒（由於戰爭、旱災、蝗災，導致糧食的供應不足）
- 貧窮
- 營養不良（長期的營養不良，有可能導致餓死）
- 自殺
- 非法禁錮（例如被綁票的被害人，有可能被綁匪棄置，而活活餓死）
- 災難事件的倖存者（可能因為交通中斷，無法正常取得糧食，而被餓死）
- 死刑（在古代中國，或歐洲中古世紀，曾有過以餓死作為執行死刑的方式）
- 政變：如春秋時代齊桓公姜小白和南朝梁武帝蕭衍被餓死宮城。